# Aharon Yadlin
Aharon Yadlin (en hebreo: אהרן ידלין‎); (Ben Shemen, 17 de abril de 1926-Hatzerim,12 de agosto de 2022) fue un educador y político israelí.

## Biografía
Yadlin nació en el moshav Ben Shemen durante la era del Mandato. Participó activamente en el movimiento del escultismo local y se desempeñó como su coordinador nacional. En 1946 participó en los 11 puntos del proyecto Negev y estuvo entre los fundadores del kibutz Be'eri. Durante la Guerra de Independencia de Israel se unió a la Palmaj.
De 1950 a 1952 fue miembro del comité ejecutivo de la Histadrut. Recibió una maestría en historia, economía y sociología de la Universidad Hebrea. Después de la escisión en HaKibbutz HaMeuhad, se mudó al kibutz Hatzerim. Fue uno de los fundadores del Colegio Académico Beit Berl, donde enseñó sociología y se desempeñó como director interino de 1955 a 1957. De 1964 a 1972 fue presidente del comité público de movimientos juveniles del Mapai.
En 1960 fue elegido para el cuarto Knesset y nuevamente para el quinto en 1964, permaneciendo como diputado hasta 1979. Fue miembro de los comités de Asuntos Económicos, Educación y Cultura, Constitución, Derecho y Justicia, Asuntos Internos y Asuntos Exteriores y Defensa. En la novena Knesset fue presidente del comité de Educación. De 1964 a 1972 fue Viceministro de Educación, y de 1972 a 1974 fue secretario general del Partido Laborista. De 1974 a 1977 se desempeñó como Ministro de Educación. Puso en marcha un programa de día escolar largo en ciudades en desarrollo y áreas afectadas por la pobreza.
Después de su retiro de la Knesset en 1979, ocupó varios cargos públicos, incluido el de secretario general del Movimiento Kibutziano Unido de 1985 a 1989. Tiene tres hijos y once nietos. Uno de sus hijos es oficial de alto rango de las Fuerzas de Defensa de Israel, el General Amos Yadlin .

## Premios
- En 2010, Yadlin recibió el Premio Israel por su trayectoria y contribución especial a la sociedad y al Estado de Israel.[4][5]